# 4月4日
4月4日（しがつよっか）は、グレゴリオ暦で年始から94日目（閏年では95日目）にあたり、年末まであと271日ある。

## できごと

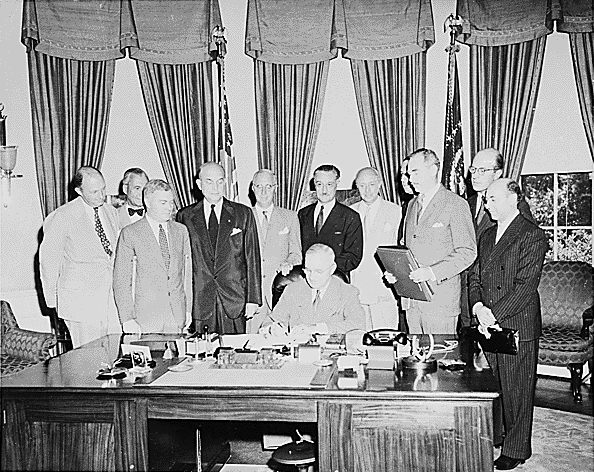
北大西洋条約が締結されNATO発足(1949)

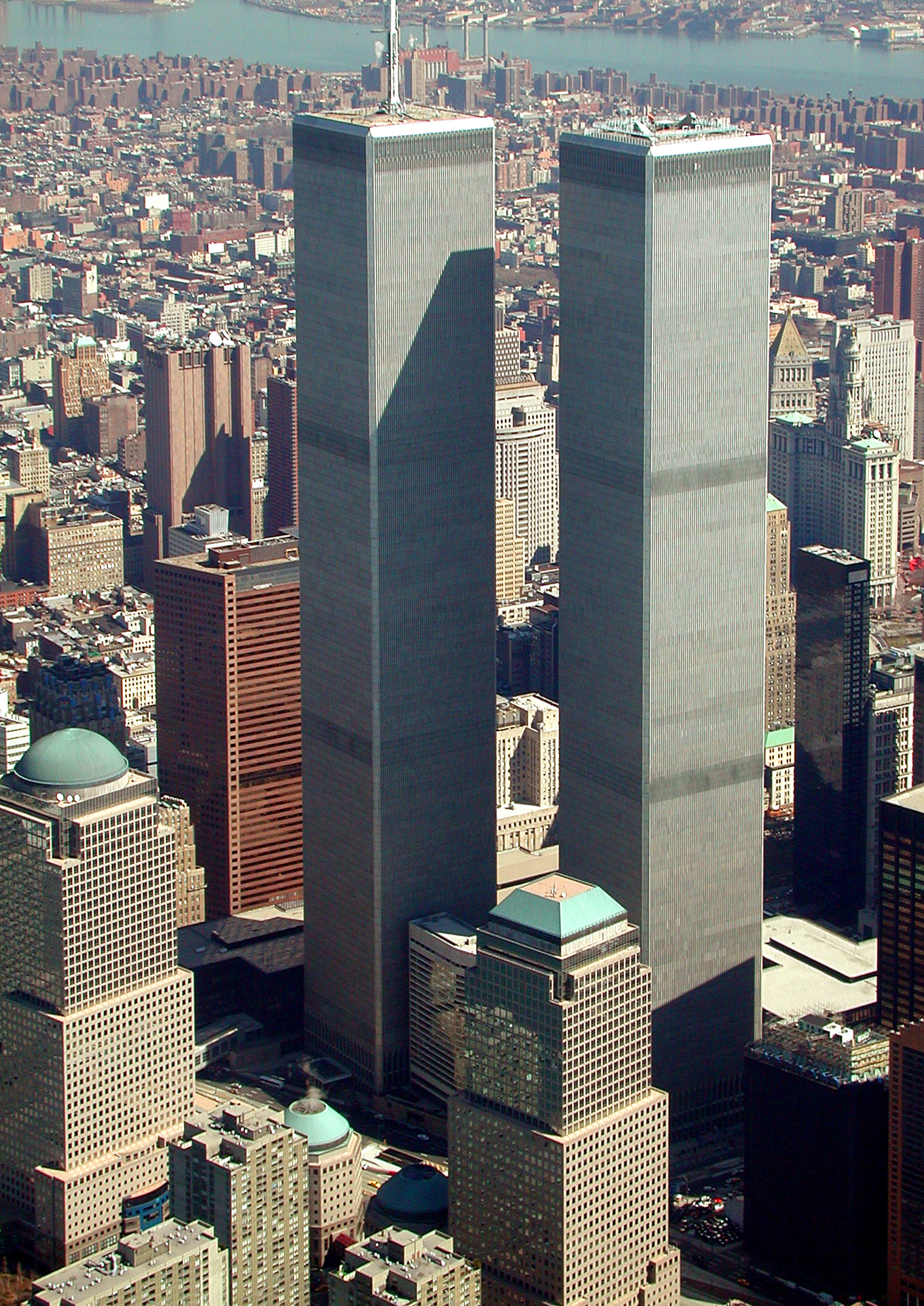
ワールドトレードセンター落成(1973)

- 1081年 - アレクシオス1世コムネノスが東ローマ帝国皇帝に即位。コムネノス王朝が始まる。
- 1573年-　織田信長が、室町幕府の将軍・足利義昭の二条御所を取り囲む。7日に勅命により、和睦。
- 1581年 - 海賊フランシス・ドレークがエリザベス女王からナイトの爵位を受ける。
- 1660年 - 清教徒革命: オランダに亡命中の元スコットランド王チャールズ2世がブレダ宣言を発布。
- 1814年 - フランス皇帝ナポレオン・ボナパルトが将軍連の反乱により退位させられる。
- 1840年（天保11年3月2日） - 水野忠邦の抜擢により勘定奉行・遠山景元が呉服橋の北町奉行に着任[1]。
- 1841年 - アメリカ大統領ウィリアム・ハリソンが就任1か月で死去。副大統領ジョン・タイラーが大統領に就任。
- 1873年 - イギリスで世界最古のケネルクラブであるザ・ケネルクラブ設立。
- 1875年 - 明治天皇に木村屋（現:木村屋總本店）のあんパンが献上される[2]。
- 1884年 - ボリビアとチリが太平洋戦争の休戦条約・バルパライソ条約を締結。
- 1890年 - ラフカディオ・ハーン（小泉八雲）が来日[3]。
- 1917年 - 日本がロシアの臨時政府を承認。
- 1923年 - アメリカでハリー、アルバート、サム、ジャックのワーナー4兄弟がワーナー・ブラザースを設立。
- 1924年 - ダグラス DWCが、編成部隊による初の航空機世界一周へ出発する。175日をかけて、9月28日に達成。
- 1939年 - イラク国王ガージーが交通事故死。3歳のファイサル2世が即位。
- 1949年 - ワシントンで西側12か国が北大西洋条約に調印。8月24日に北大西洋条約機構（NATO）が発足。
- 1954年 - アルトゥーロ・トスカニーニの最後の演奏会（NBC交響楽団。オール・ワーグナー・プログラム）。
- 1960年 - セネガルがフランスから独立[4]。
- 1964年 - アメリカビルボードヒットチャートの1位から5位までをビートルズが独占する（1位「キャント・バイ・ミー・ラヴ」、2位「ツイスト・アンド・シャウト」、3位「シー・ラヴズ・ユー」、4位「抱きしめたい」、5位「プリーズ・プリーズ・ミー」）。
- 1968年 - マーティン・ルーサー・キング（キング牧師）が暗殺される[5]。
- 1968年 - アメリカで無人宇宙船「アポロ6号」が打ち上げ。
- 1972年 - 西山事件: 沖縄返還交渉の機密を漏洩した容疑で、毎日新聞社の西山太吉記者らを逮捕。
- 1973年 - ニューヨークのワールドトレードセンターが正式にオープンする。
- 1973年 - 日本の最高裁判所が尊属殺の重罰規定は違憲と判決（尊属殺重罰規定違憲判決）。日本の最高裁にとって初めて違憲立法審査権の行使。
- 1975年 - ビル・ゲイツとポール・アレンがニューメキシコ州アルバカーキにMicrosoftを設立[6]。
- 1975年 - ベトナム戦争: アメリカ軍が南ベトナムの孤児をアメリカ合衆国本土などに避難させる作戦・オペレーション・ベビーリフトを開始。第1便の飛行機が墜落し、78人の子供を含む130人以上が死亡[7]。
- 1977年 - サザン航空242便墜落事故: アメリカジョージア州で航空機が市街地に墜落[8]。
- 1978年 - キャンディーズが解散。後楽園に55,000人を動員し、4時間にわたるコンサートを開催。
- 1978年 - バングラデシュにサイクロンが接近。小舟約100隻が転覆して約1000人が行方不明[9]。
- 1979年 - パキスタン前首相ズルフィカール・アリー・ブットーが処刑される。
- 1982年 - お笑いコンビ、ダウンタウン結成。
- 1983年 - スペースシャトル「チャレンジャー」がSTS-6で初飛行。
- 1983年 - NHK連続テレビ小説『おしん』が放送開始。1984年3月31日まで約1年にわたって放送された。
- 1994年 - ジム・クラークとマーク・アンドリーセンがモザイク・コミュニケーションズ（後のネットスケープコミュニケーションズ）を設立。
- 1997年 - オレンジ共済組合事件で起訴された友部達夫議員の議員辞職勧告決議が可決。
- 1998年 - プロレスラーアントニオ猪木が引退。
- 1999年 - 第71回選抜高等学校野球大会で、沖縄尚学高等学校が沖縄県勢として初優勝[10]。
- 1999年 - 新潟交通電車線がこの日限りで全廃。
- 2016年 - バスタ新宿が開業[11]。
- 2017年 - シリアの内戦で、化学兵器の爆弾が使用され、子どもを含む70人以上が犠牲になる[12][13]。
- 2018年 - ヨーロッパンの高速鉄道ユーロスターが、オランダアムステルダムへの延伸運転を開始[14]。
- 2019年 - 東京地検特捜部が、日産自動車の前会長カルロス・ゴーン被告を会社法違反（特別背任）容疑で再逮捕。日産に5.6億円の被害を与えた疑い[15]。
- 2023年 - フィンランドが北大西洋条約機構（NATO）に加盟[16]。
- 2024年 - 自由民主党の党紀委員会が、派閥の政治資金パーティー収入の裏金問題を巡り、党所属議員39人の処分を決定した。

## 誕生日

### 人物

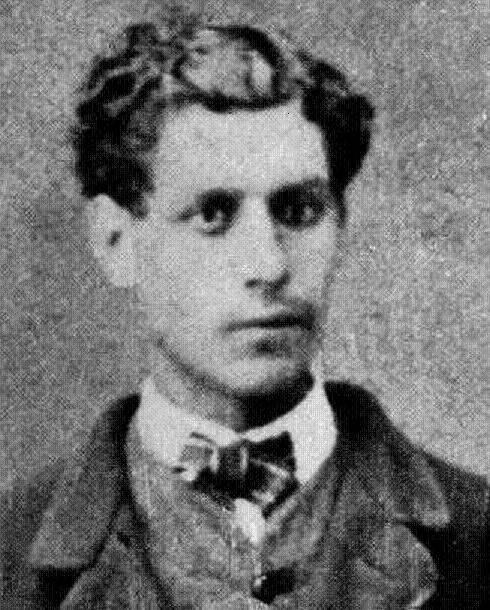
詩人ロートレアモン伯爵(1846-1870)。『マルドロールの歌』はシュルレアリストらに大きな影響を与えた。

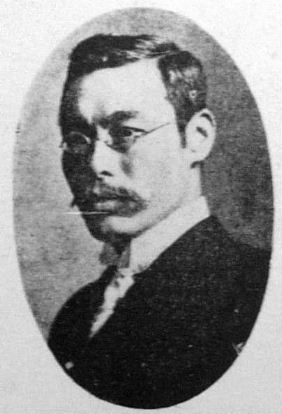
日本近代小説の先駆者、二葉亭四迷(1864-1909)

- 186年 - カラカラ、ローマ皇帝（+ 217年）
- 1415年（応永22年2月25日） - 蓮如、室町時代の僧（+ 1499年）
- 1640年 - ガスパル・サンス[要出典]、作曲家（+ 1710年）
- 1648年 - グリンリング・ギボンズ、彫刻家（+ 1721年）
- 1688年 - ジョゼフ＝ニコラ・ドリル、天文学者（+ 1768年）
- 1758年 - ピエール＝ポール・プリュードン、画家（+ 1823年）
- 1780年 - エドワード・ヒックス、画家（+ 1849年）
- 1785年 - ベッティーナ・フォン・アルニム、作家（+ 1859年）
- 1800年（寛政12年3月11日） - 徳川斉昭、第9代水戸藩主、徳川慶喜の父（+ 1860年）
- 1809年 - ベンジャミン・パース、数学者（+ 1880年）
- 1819年 - マリア2世、ポルトガル女王（+ 1853年）
- 1826年 - ゼノブ・グラム、電気技術者（+ 1901年）
- 1829年（文政12年3月1日） - 井上源三郎、新選組六番隊組長（+ 1868年）
- 1842年 - エドゥアール・リュカ、数学者（+ 1891年）
- 1843年 - ハンス・リヒター、指揮者（+ 1916年）
- 1846年 - ロートレアモン伯爵、詩人、作家（+ 1870年）
- 1851年（嘉永4年3月3日） - 荻野吟子、近代日本最初の女性医師（+ 1913年）
- 1852年 - アーサー・コールマン、地質学者（+ 1939年）
- 1853年 - タッド・リンカーン、第16代アメリカ合衆国大統領エイブラハム・リンカーンの四男（+ 1871年）
- 1860年 - 高田早苗、政治家（＋ 1938年）
- 1862年 - レオニード・パステルナーク、画家（+ 1945年）
- 1864年（元治元年2月28日） - 二葉亭四迷、小説家（+ 1909年）
- 1875年 - ピエール・モントゥー、指揮者（+ 1964年）
- 1876年 - モーリス・ド・ヴラマンク、画家（+ 1958年）
- 1877年 - 古今亭志ん生（四代目）、落語家（+ 1926年）
- 1879年 - アイモ・カヤンデル、政治家、フィンランド首相（+ 1943年）
- 1880年 - ゲオルク・フォン・トラップ、軍人（+ 1947年）
- 1882年 - エミール・フィラ、画家、彫刻家（+ 1953年）
- 1882年 - クルト・フォン・シュライヒャー、軍人、政治家（+ 1934年）
- 1884年 - 山本五十六、連合艦隊司令長官（+ 1943年）
- 1885年 - 中里介山、作家（+ 1944年）
- 1885年 - 本居長世、童謡作曲家（+ 1945年）
- 1888年 - トリス・スピーカー、元プロ野球選手（+ 1958年）
- 1894年 - 瀧井孝作、小説家、俳人（+ 1984年）
- 1900年 - 市村清、実業家（+ 1968年）
- 1907年 - 深井史郎、作曲家（+ 1959年）
- 1914年 - マルグリット・デュラス、作家、映画監督（+ 1996年）
- 1915年 - 江口行男、元プロ野球選手（+ 没年不明）
- 1915年 - マディ・ウォーターズ、ブルースシンガー、ギタリスト（+ 1983年）
- 1918年 - 塩月弥栄子、茶道家（+ 2015年）
- 1919年 - 原信太郎、鉄道模型収集家（+ 2014年）
- 1920年 - カゴ直利、漫画家
- 1920年 - エリック・ロメール、映画監督（+ 2010年）
- 1922年 - エルマー・バーンスタイン、作曲家（+ 2004年）
- 1924年 - ギル・ホッジス、元プロ野球選手（+ 1972年）
- 1925年 - デットマール・クラマー、サッカー選手、指導者（+ 2015年）
- 1926年 - リシャルト・バクスト、ピアニスト（+ 1999年）
- 1927年 - 宮本陽吉、アメリカ文学者（+ 1996年）
- 1927年 - 若城希伊子、小説家、脚本家（+ 1998年）
- 1929年 - 照屋林助、歌謡漫談家（+ 2005年）
- 1932年 - アンドレイ・タルコフスキー、映画監督（+ 1986年）
- 1932年 - アンソニー・パーキンス、俳優（+ 1992年）
- 1932年 - 後藤明生、小説家（+ 1999年）
- 1932年 - 長谷部安春、映画監督（+ 2009年）
- 1936年 - 鈴木徹、元プロ野球選手（+ 2004年）
- 1938年 - 細木数子、宗教家、占い師（+ 2021年）
- 1938年 - A・バートレット・ジアマッティ、MLBコミッショナー（+ 1989年）
- 1942年 - ジム・フレゴシ、元プロ野球選手（+ 2014年）
- 1943年 - 余湖三千雄、教育者
- 1945年 - 山本拓、経済学者
- 1945年 - 小嶋光信、実業家、両備グループ代表
- 1945年 - 菅原勝矢、元プロ野球選手
- 1945年 - 髙山由紀子[17]、脚本家、映画監督
- 1946年 - 佐藤勝昭、空手家
- 1947年 - あき竹城、女優（+ 2022年）
- 1947年 - サルヴァトーレ・シャリーノ、作曲家
- 1948年 - のこいのこ、歌手
- 1948年 - ダン・シモンズ、作家
- 1948年 - 川合康三、中国文学者、京都大学名誉教授
- 1949年 - シン・トゥン・ヤウ、数学者
- 1950年 - 斉藤哲夫、シンガーソングライター
- 1951年 - 佐野実、実業家、支那そばや創業者（+ 2014年）
- 1951年 - フン・セン、政治家、カンボジア首相
- 1952年 - 大橋俊夫、ラジオアナウンサー
- 1952年 - ゲイリー・ムーア、ミュージシャン（+ 2011年）
- 1952年 - カレン・マグヌセン、フィギュアスケート選手
- 1952年 - ローズマリー・アッカーマン、陸上競技選手
- 1953年 - 小山田春樹、アナウンサー、エッセイスト
- 1954年 - ミシェル・カミロ、ジャズピアニスト
- 1955年 - 高橋俊春、元プロ野球選手
- 1956年 - 松田弘、ミュージシャン（サザンオールスターズ）
- 1956年 - 中村典夫、元プロ野球選手
- 1956年 - 百崎敏克、高校野球指導者
- 1956年 - トム・ハー、元プロ野球選手
- 1957年 - 板垣恵介、漫画家
- 1957年 - 桑野信義、タレント、ミュージシャン（元ラッツ&スター）
- 1957年 - ウォルター・ヴァン・ベイレンドンク、ファッションデザイナー
- 1957年 - アキ・カウリスマキ、映画監督
- 1958年 - 山本昌邦、元サッカー選手、監督
- 1958年 - 斎藤貴男、ジャーナリスト
- 1960年 - 深浦加奈子、女優（+ 2008年）
- 1960年 - ヒューゴ・ウィーヴィング、俳優
- 1960年 - アンドリュー・ラウ、映画監督
- 1961年 - 松井菜桜子、声優
- 1962年 - レイ・マーサー、プロボクサー
- 1963年 - 萩原一至、漫画家
- 1963年 - 斉木かおり、アナウンサー
- 1964年 - 小沢章一、高校野球指導者（+ 2006年）
- 1964年 - 上地和彦、元プロ野球選手
- 1964年 - 古川聡、宇宙飛行士
- 1965年 - エレイン・ザヤック、フィギュアスケート選手
- 1965年 - ロバート・ダウニー・Jr、俳優
- 1966年 - 橋本由香利、ミュージシャン、作曲家、編曲家
- 1968年 - 松浦聡彦、漫画家
- 1968年 - 岩崎久則、元プロ野球選手
- 1969年 - ピョートル・アンデルジェフスキ、ピアニスト
- 1970年 - 成瀬こうき、女優、元宝塚歌劇団専科男役
- 1970年 - エレーナ・エレシナ、走り高跳び選手
- 1970年 - 姜宗憲、格闘家、空手家
- 1971年 - 大渡亮、ミュージシャン（Do As Infinity）
- 1971年 - 芝﨑和広、元プロ野球選手
- 1971年 - 山田誉子、女優
- 1972年 - ジル・スコット、シンガーソングライター
- 1973年 - デビッド・ブレイン、奇術師
- 1973年 - 内田敏夫、ミュージシャン
- 1974年 - ワシリー・ジロフ、プロボクサー
- 1974年 - 照英、俳優
- 1974年 - 野上修、野球選手
- 1974年 - 常見陽平、労働社会学者
- 1974年 - 小林雅幸、元陸上競技選手
- 1975年 - 河合彩、元フィギュアスケート選手、アナウンサー
- 1975年 - 安西智和、元バスケットボール選手、指導者
- 1975年 - ゲッターズ飯田、占い師、タレント
- 1975年 - スコット・ローレン、元プロ野球選手
- 1976年 - エメルソン・フェレイラ・ダ・ローザ、サッカー選手
- 1977年 - エリック・バレント、元プロ野球選手
- 1977年 - 原田曜平、マーケティングアナリスト
- 1978年 - アベユウキ、ファッションモデル
- 1978年 - 江口直人、お笑い芸人（どぶろっく）
- 1979年 - ヒース・レジャー、俳優（+ 2008年）
- 1979年 - ナターシャ・リオン、女優
- 1979年 - チャールズ・バトラー、フィギュアスケート選手
- 1979年 - 金沢文子、元AV女優
- 1980年 - ビヨン・ビルドハイム、レーシングドライバー
- 1981年 - 夏達、漫画家
- 1981年 - 小瀋陽、コメディアン
- 1981年 - フェデリコ・バエス、野球選手
- 1983年 - 有田気恵、タレント
- 1983年 - ベン・ゴードン、バスケットボール選手
- 1984年 - 溝口大樹、元プロ野球選手
- 1984年 - 星野真澄、元プロ野球選手
- 1985年 - 桑原彰、ミュージシャン（元RADWIMPS）
- 1985年 - ルディ・フェルナンデス、バスケットボール選手
- 1985年 - 松本晃、元野球選手
- 1986年 - 岩﨑恭平、元プロ野球選手
- 1986年 - 中ノ森文子、シンガーソングライター（元中ノ森BAND）
- 1986年 - 加藤ゆり、タレント、俳優
- 1986年 - 田中智、ファッションモデル
- 1986年 - 三浦雅樹、元サッカー選手、指導者
- 1986年 - アンソニー・カーター、プロ野球選手
- 1986年 - ウニョク、歌手（SUPER JUNIOR）
- 1987年 - サラ・ガドン、女優
- 1988年 - ザイド・ヘンドリックス、野球選手
- 1988年 - 野原将志、元プロ野球選手
- 1989年 - 久保賢司、キックボクサー
- 1989年 - マッシミリアーノ・タッリャーニ、サッカー選手
- 1989年 - 村上東奈、元タレント
- 1989年 - 山口エリ、モデル
- 1990年 - 三原勇希、モデル
- 1990年 - 齋藤学、サッカー選手
- 1990年 - 速水秀之、声優
- 1990年 - ケイテリン・ジルソン、タレント
- 1991年 - 森崎アリス、モデル、タレント
- 1991年 - 金子織江、タレント
- 1991年 - 小池唯、女優、元グラビアアイドル
- 1991年 - マーティン・ペレス、プロ野球選手
- 1993年 - フランク・カミンスキー、バスケットボール選手
- 1993年 - 高橋裕太、陸上選手
- 1993年 - エノック・オムワンバ、陸上選手
- 1994年 - 菅谷梨沙子、歌手（Berryz工房）
- 1994年 - 黒田瑞貴、ファッションモデル、タレント、女優
- 1994年 - 奈良歩実、タレント
- 1994年 - 西川俊介、俳優
- 1994年 - 杏沙子、歌手
- 1994年 - カンタ、YouTuber（水溜りボンド）
- 1994年 - Ayase[18]、作詞家、作曲家、編曲家、ボカロP、歌手 (YOASOBI)
- 1994年 - 三谷紬、テレビ朝日アナウンサー
- 1994年 - 鈴木愛梨、ハンドボール選手
- 1994年 - 北本亘、元プロ野球選手
- 1995年 - 堀龍彦、陸上選手
- 1996年 - 桃瀬なつみ、グラビアアイドル
- 1996年 - オースティン・マホーン、歌手
- 1996年 - 岡本尚子、アイドル（元HKT48）
- 1996年 - 土屋神葉、俳優、声優
- 1996年 - 東妻勇輔、プロ野球選手
- 1997年 - キム・ジホ 、アイドル（OH MY GIRL）
- 1999年 - 西野未姫、タレント（元AKB48）
- 1999年 - 中村舞、アイドル（STU48）
- 1999年 - 遠藤大地、元陸上競技選手
- 1999年 - 髙塚大夢、アイドル（INI）
- 2000年 - 戸郷翔征、プロ野球選手
- 2000年 - 旭海雄蓮、大相撲力士
- 2001年 - 斎藤拓海 、プロレスラー
- 2001年 - MAKO、アイドル（NiziU）
- 2001年 - 出町杏奈、タレント
- 2002年 - 岡田愛、タレント、モデル、アイドル（元さくら学院）
- 2003年 - 黒坂莉那、元ファッションモデル
- 2007年 - 本田紗来、子役
- 2008年 - 草木ひなの、スケートボーダー
- 生年不詳 - 江波キョウカ、アイドル（Palette Project）
- 生年不詳 - 片貝薫[19]、声優
- 生年不詳 - 安藤ゆき、漫画家
- 生年不詳 - 松本洋子、漫画家
- 生年不詳 - 小林、イラストレーター、漫画家、ゲームクリエーター
- 生年不詳 - 小池貴大、声優

### 人物以外（動物など）
- 1957年 - ケルソ、競走馬（+ 1983年）
- 1987年 - メルシーアトラ、競走馬（+ 1991年）
- 1991年 - ボディーガード、競走馬（+ 不明）
- 1992年 - タニノアローラ、競走馬（+ 不明）
- 1993年 - エイシンサンディ、競走馬（+ 2019年）
- 1993年 - トーヨーシアトル、競走馬
- 1995年 - エアスマップ、競走馬（+ 2011年）
- 1995年 - ファレノプシス、競走馬（+ 2016年）
- 1996年 - ナリタトップロード、競走馬（+ 2005年）
- 1996年 - レッドチリペッパー、競走馬（+ 2017年）
- 2002年 - ラインクラフト、競走馬（+ 2006年）
- 2003年 - ウェルアームド、競走馬
- 2004年 - ウオッカ、競走馬（+ 2019年）
- 2005年 - スマートファルコン、競走馬
- 2012年 - グランピー・キャット、ネコ（+ 2019年）
- 2020年 - ソールオリエンス、競走馬

## 忌日

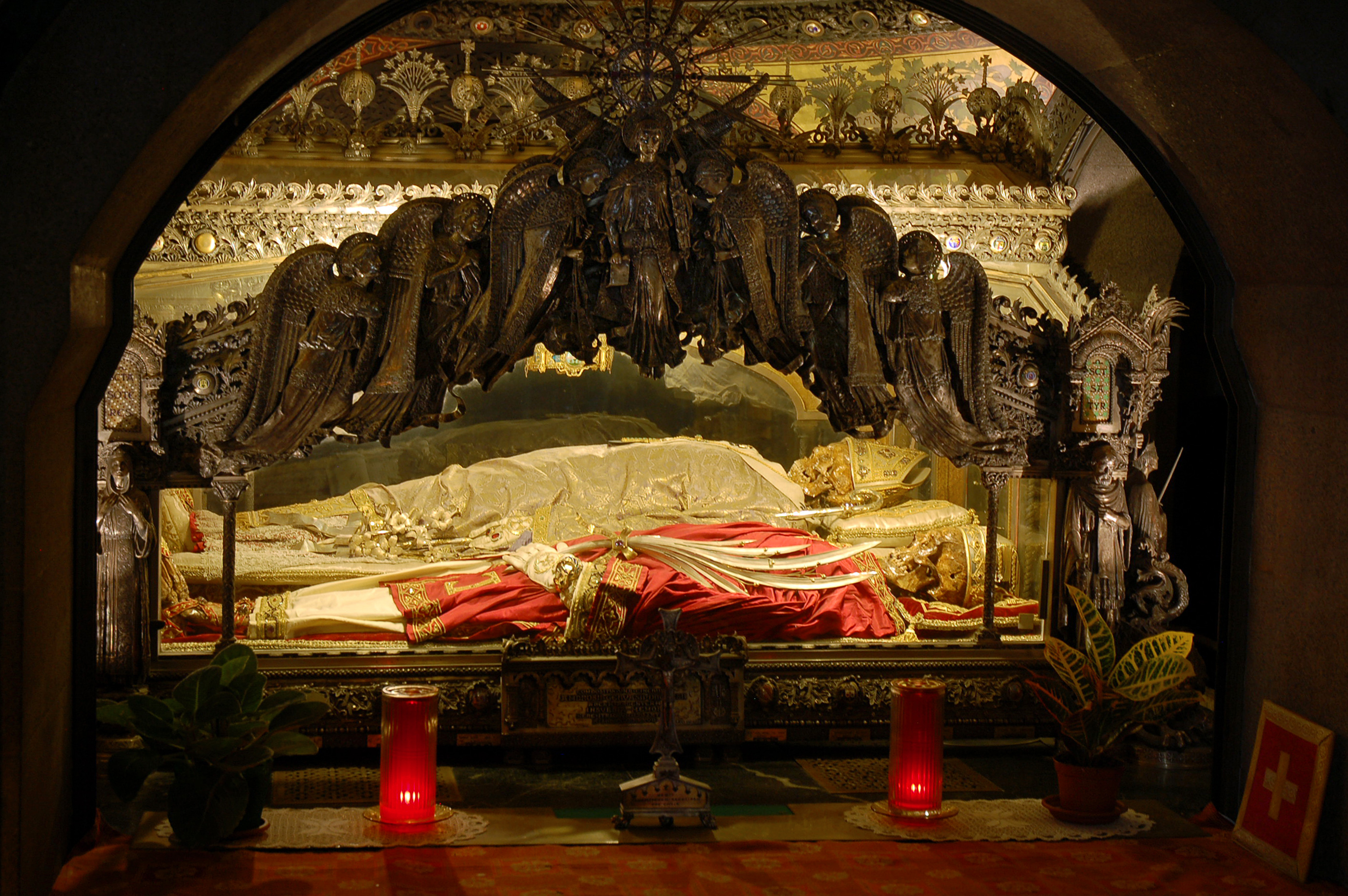
ミラノ司教アンブロジウス(?-397)没。四大教会博士の1人とされる

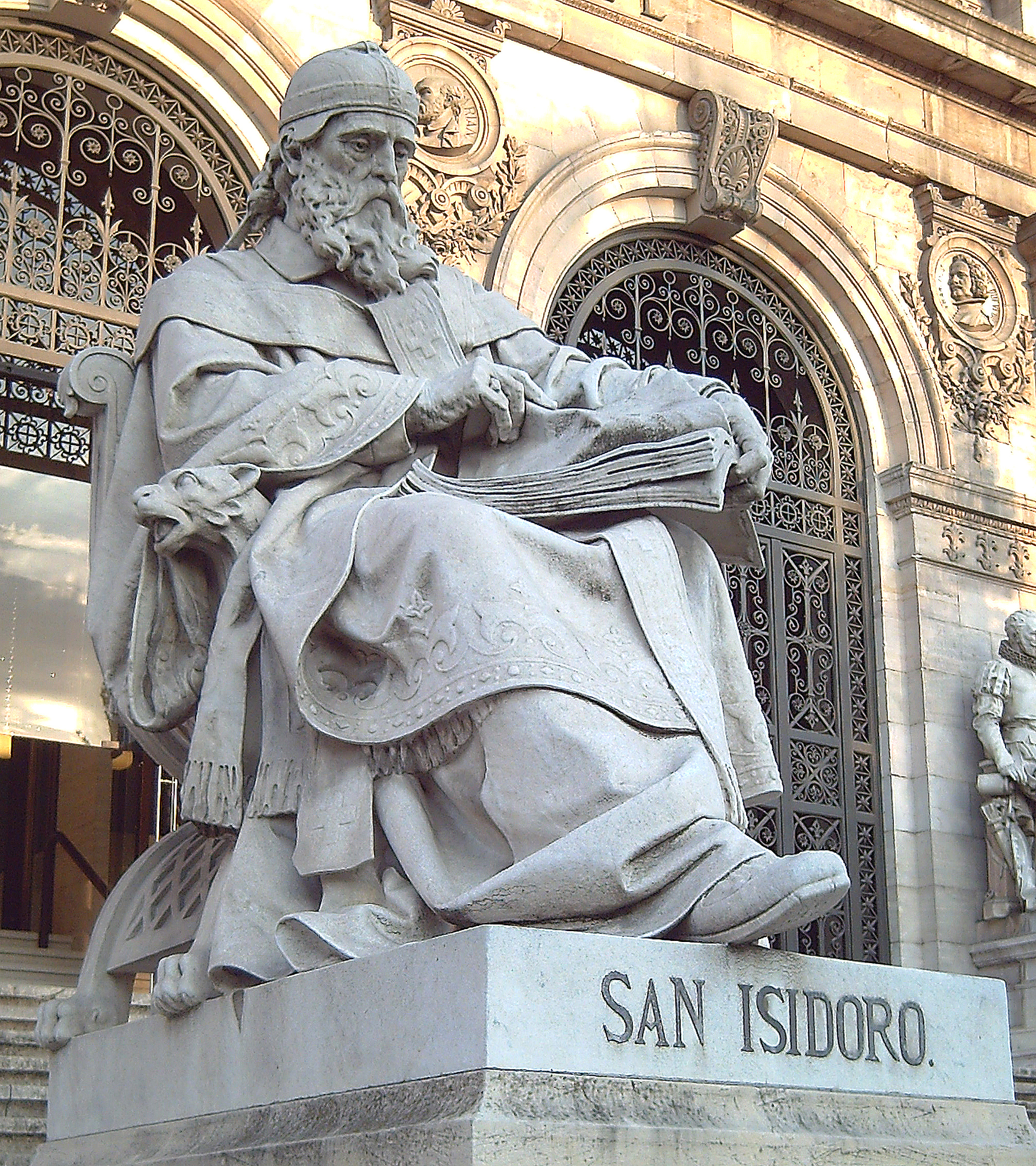
四大教会博士のもう1人、知識の集積に優れた神学者イシドールス(560-636)没。プログラマの守護聖人である

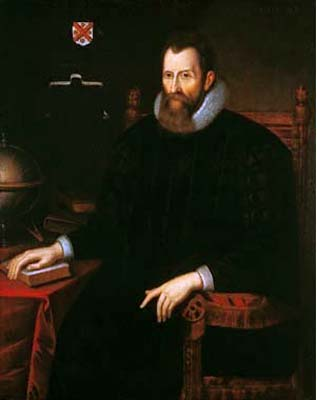
数学者ジョン・ネイピア(1550-1617)対数を考案。

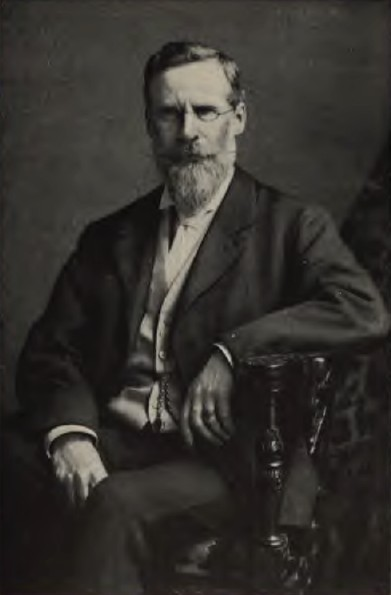
化学者ウィリアム・クルックス(1832-1919)。タリウムを発見

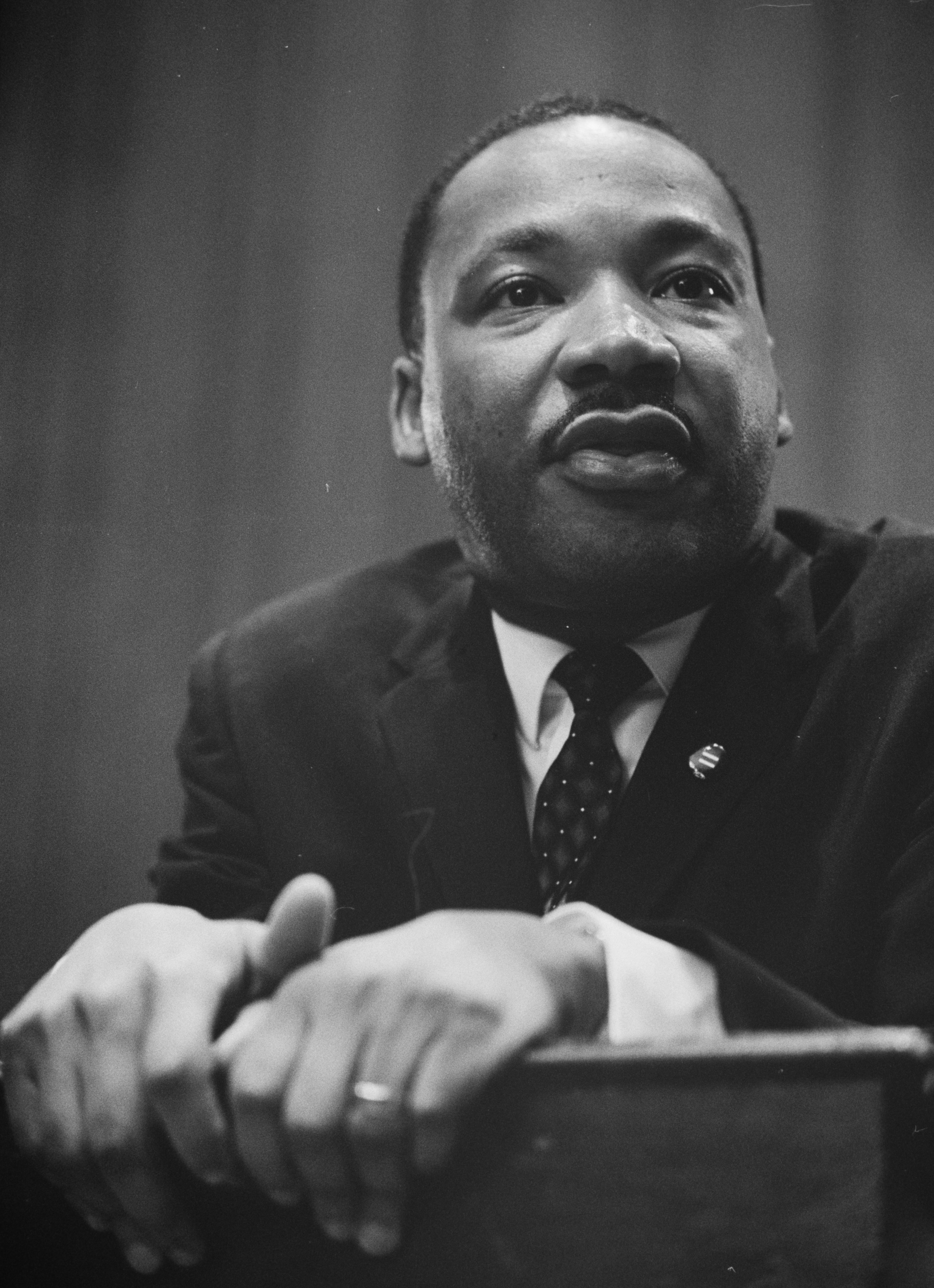
マーティン・ルーサー・キング牧師(1929-1968)、凶弾に斃れる。

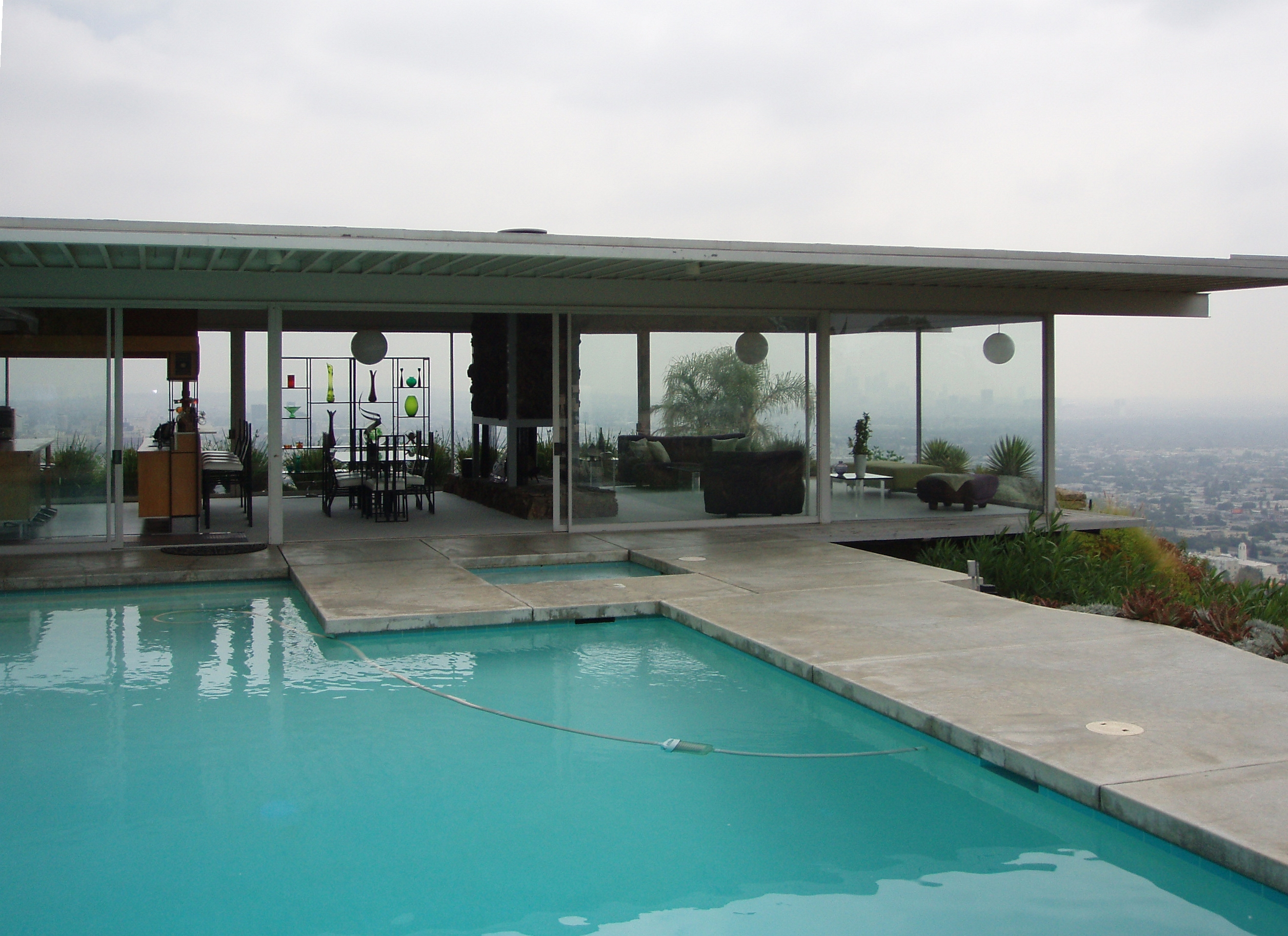
建築家ピエール・コーニッグ。画像はケーススタディハウスNo.22(1960)

- 397年 - アンブロジウス、キリスト教のラテン教父、ミラノ司教（* 340年頃）
- 636年 - イシドールス、神学者（* 560年）
- 896年 - フォルモスス、第111代ローマ教皇
- 1284年 - アルフォンソ10世、カスティーリャ王（* 1221年）
- 1292年 - ニコラウス4世、第191代ローマ教皇（* 1227年）
- 1305年 - フアナ1世、ナバラ女王、シャンパーニュ女伯（* 1271年頃）
- 1536年 - フリードリヒ5世、ブランデンブルク＝アンスバッハ辺境伯（* 1460年）
- 1566年 - ダニエレ・ダ・ヴォルテッラ、画家、彫刻家（* 1509年頃）
- 1588年 - フレゼリク2世、デンマーク王（* 1534年）
- 1617年 - ジョン・ネイピア、数学者（* 1550年）
- 1643年 - シモン・エピスコピウス（英語版）、神学者（* 1583年）
- 1773年（安永2年3月13日） - 瀬川菊之丞 (2代目)、歌舞伎役者（* 1741年）
- 1807年 - ジェローム・ラランド、天文学者（* 1732年）
- 1817年 - アンドレ・マッセナ、フランス第一帝政時代の元帥（* 1758年）
- 1841年 - ウィリアム・ハリソン、政治家、第9代アメリカ合衆国大統領（* 1773年）
- 1861年 - ジョン・マクレーン、第9代アメリカ合衆国郵政長官（* 1785年）
- 1889年 - ギーゼラ・フォン・アルニム、作家（* 1827年）
- 1919年 - ウィリアム・クルックス、化学者、物理学者（* 1832年）
- 1923年 - ジョン・ベン、数学者（* 1834年）
- 1923年 - ユーリー・マルトフ、ロシアの社会主義運動家（* 1873年）
- 1928年 - 二条基弘、貴族院議員（* 1859年）
- 1929年 - カール・ベンツ、ガソリン自動車を開発した技術者、ダイムラー創業者のひとり（* 1844年）
- 1931年 - アンドレ・ミシュラン（英語版）、実業家、ミシュラン創業者（* 1853年）
- 1932年 - ヴィルヘルム・オストヴァルト、化学者（* 1853年）
- 1932年 - 岡田信一郎、建築家（* 1883年）
- 1939年 - ガージー、イラク王（* 1912年）
- 1944年 - アルマ・ロゼ、ヴァイオリニスト（* 1906年）
- 1947年 - ジェイムズ・ガスコイン＝セシル (第4代ソールズベリー侯爵)、政治家、貴族（* 1861年）
- 1948年 - 堀越千代[20]、教育者、和洋裁縫女学校（現和洋女子大学）・堀越高等女学校（現堀越高等学校）創設者（* 1859年）
- 1953年 - カロル2世、ルーマニア王（* 1893年）
- 1954年 - 三門順子、歌手（* 1915年）
- 1957年 - エドガートン・ハーバート・ノーマン、外交官、日本学者（* 1909年）
- 1962年 - ジェームズ・ハンラッティ、ハンラッティ事件の被告（* 1936年）
- 1965年 - 三善信房、政治家（* 1882年）
- 1968年 - 梅川文男、政治家、労農運動家、元松阪市長（* 1906年）
- 1968年 - マーティン・ルーサー・キング、牧師、黒人運動指導者（* 1929年）
- 1971年 - カール・メイズ、元プロ野球選手（* 1891年）
- 1972年 - シュテファン・ヴォルペ、作曲家（* 1902年）
- 1973年 - 菊田一夫、劇作家、作詞家（* 1908年）
- 1976年 - ハリー・ナイキスト、物理学者（* 1889年）
- 1977年 - 亘四郎、政治家（* 1899年）
- 1979年 - ズルフィカール・アリー・ブットー、政治家、パキスタン大統領、首相（* 1928年）
- 1981年 - カール・ジーゲル、数学者（* 1896年）
- 1982年 - 塚本素山、軍人、実業家（* 1907年）
- 1983年 - グロリア・スワンソン、女優（* 1899年）
- 1984年 - オリェーク・アントーノフ、航空機技術者（* 1906年）
- 1984年 - 竹山逸郎、歌手（* 1918年）
- 1987年 - C・L・ムーア、SF作家（* 1911年）
- 1991年 - マックス・フリッシュ、作家、建築家（* 1911年）
- 1991年 - フォレスト・タウンズ、陸上競技選手（* 1914年）
- 1992年 - サミュエル・ハーマン・レシェフスキー、チェスの選手（* 1911年）
- 1993年 - 小野寺喜得、政治家、元一関市長（* 1911年）
- 1994年 - 平野三郎、政治家（* 1912年）
- 1995年 - 山下実、元プロ野球選手、監督、審判（* 1907年）
- 1996年 - 野副鉄男、化学者（* 1902年）
- 1996年 - バーニー・ユーウェル、陸上競技選手（* 1918年）
- 1997年 - 杉村春子、女優（* 1906年）
- 1997年 - 荻原麟次郎、政治家、元秋田市長（* 1907年）
- 1998年 - 剣持一巳[21]、編集者、軍事評論家（* 1940年）
- 1999年 - アーリー・ウィン、元プロ野球選手（* 1920年）
- 2002年 - 中村正雄、政治家（* 1914年）
- 2002年 - 秋元秀雄、政治評論家（* 1926年）
- 2003年 - 桜井昌一、漫画家、出版社経営者（* 1933年）
- 2003年 - 光延旺洋、化学者（* 1934年）
- 2004年 - ピエール・コーニッグ、建築家（* 1925年）
- 2006年 - 原田慎太郎、政治家、宗像市長（* 1941年）
- 2006年 - エックハルト・ダッゲ、プロボクサー（* 1948年）
- 2007年 - 邦正美、舞踊家（* 1908年）
- 2008年 - 呉学謙、中華人民共和国外交部長、副総理（* 1921年）
- 2008年 - 成瀬正俊、俳人（* 1930年）
- 2010年 - クリフォード・モリス・ハーディン、政治家、元アメリカ合衆国農務長官（* 1915年）
- 2010年 - 鍋谷鐵巳、元体操選手（* 1929年)
- 2010年 - 藤井黎、政治家、元仙台市長（* 1930年)
- 2010年 - 奥山かずお、児童文学作家（* 1939年）
- 2010年 - 佐藤史生、漫画家（* 1952年)
- 2011年 - 笠岡喬、政治家（* 1925年）
- 2011年 - クレイグ・トーマス、作家（* 1942年）
- 2012年 - 下中直也[22]、実業家、元平凡社社長（* 1922年）
- 2012年 - クロード・ミレール、映画監督（* 1942年）
- 2013年 - 菅原幸助、中国残留孤児支援家（* 1925年）
- 2013年 - 佐々木高明、民族学者、元国立民族学博物館館長、総合研究大学院大学名誉教授（* 1929年）
- 2013年 - ロジャー・イーバート、映画評論家（* 1942年）
- 2013年 - ヤマグチノボル、ライトノベル作家（* 1972年）
- 2014年 - 西田堯[23]、舞踊家（* 1926年）
- 2014年 - 奥本英一朗、実業家、元大和証券副社長（* 1934年）
- 2014年 - 都甲岳洋、外交官（* 1934年）
- 2014年 - ウェイン・ヘンダーソン、トロンボーン奏者（ザ・クルセイダーズ）（* 1939年）
- 2015年 - 宮淑子、ジャーナリスト（* 1945年）
- 2016年 - 安丸良夫、歴史学者、一橋大学名誉教授（* 1934年）
- 2017年 - ジョヴァンニ・サルトーリ、政治学者（* 1924年）
- 2018年 - 田中圭一、近世史学者（* 1931年）
- 2018年 - 藤森英二、政治家、元郡山市長（* 1932年）
- 2018年 - スーン＝テック・オー、俳優（* 1943年）
- 2018年 - 高桑守史、民俗学者、大東文化大学名誉教授（* 1945年）
- 2018年 - ジョニー・バリアント、プロレスラー（* 1946年）
- 2018年 - 大須賀一誠、政治家、元幸田町長（* 1948年）
- 2018年 - レイ・ウィルキンス、サッカー選手、指導者（* 1956年）
- 2019年 - 相澤英之、政治家（* 1919年）
- 2019年 - ゲオルギー・ダネリヤ、映画監督（* 1930年）
- 2019年 - 齋藤章児、アマチュア野球指導者（* 1940年）
- 2019年 - 松原裕、音楽プロデューサー（* 1979年）
- 2020年 - トム・デンプシー、元アメリカンフットボール選手（* 1947年）
- 2020年 - ジェイ・ベネディクト、俳優（* 1951年）
- 2020年 - 佐藤嘉大、元北海道庁職員（* 1957年）
- 2021年 - 橋田壽賀子、脚本家、劇作家（* 1925年）
- 2021年 - ロバート・マンデル、経済学者、ノーベル経済学賞受賞者（* 1932年）
- 2021年 - 松久直史、実業家、元日本甜菜製糖会長（* 1938年）
- 2021年 - ジグムント・マラノウッツ、俳優（* 1938年）
- 2021年 - 中野稔、光学撮影技師（* 1939年）
- 2021年 - 金寅、囲碁棋士（* 1943年）
- 2021年 - 相良朋紀、弁護士、元広島高等裁判所長官（* 1945年）
- 2021年 - ローランド・トエニ、元アルペンスキー選手、1972年札幌五輪銅メダリスト（* 1950年）
- 2021年 - 垣野多鶴、元野球選手、NTT東日本硬式野球部監督（* 1951年）
- 2022年 - ジーン・シュー、元バスケットボール選手、指導者（* 1931年）
- 2022年 - ジェリー・ユルズマン、写真家（* 1934年）
- 2023年 - 國重惇史、実業家、元楽天証券・楽天銀行会長（* 1945年）
- 2024年 - リン・リード・バンクス、作家（* 1929年）
- 2024年 - 横山禎徳、経営コンサルタント、社会システムデザイナー（* 1942年）
- 2024年 - パット・ザクリー、プロ野球選手（* 1952年）
- 2025年 - 湯川一行、政治家、元衆議院議員（* 1949年）

## 記念日・年中行事

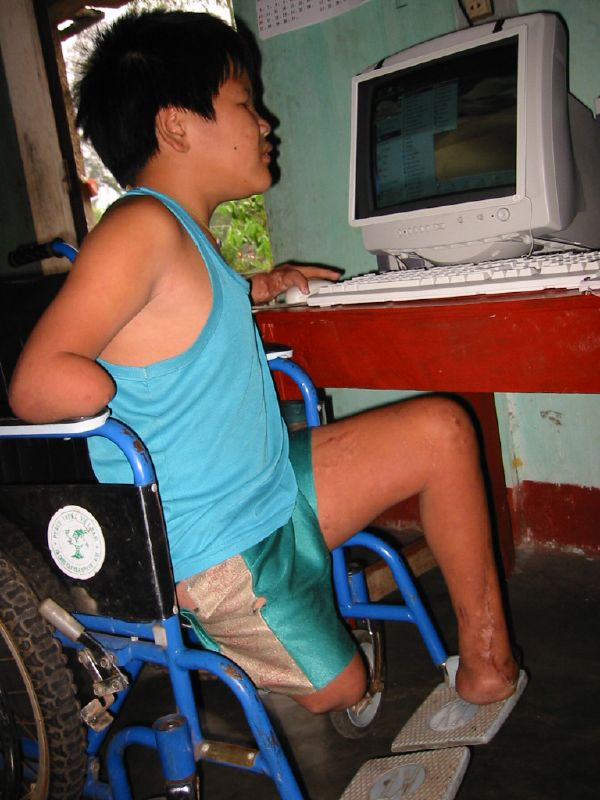
地雷に関する啓発および地雷除去支援のための国際デー。画像はベトナムの対人地雷被害者

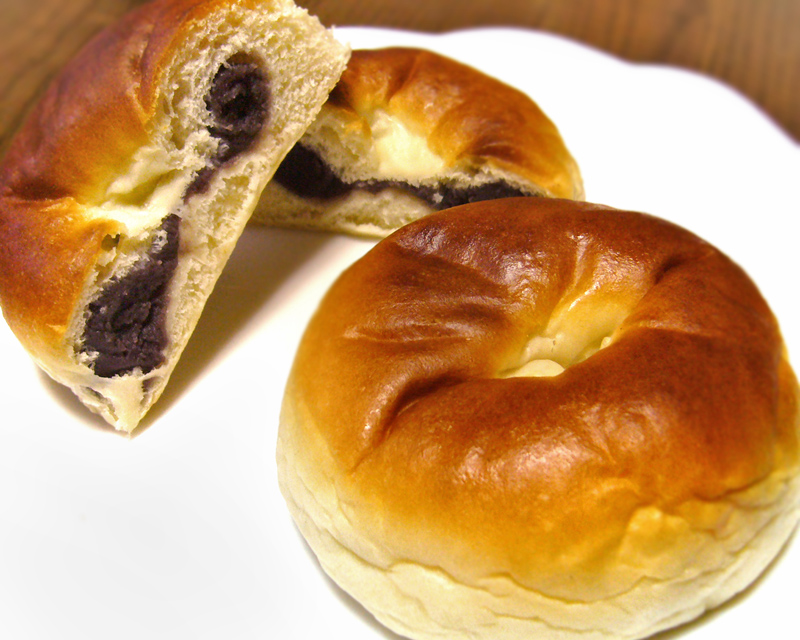
あんパンの日。1875年（明治8年）、明治天皇にあんパンが献上された。

- 清明（ 日本 2012年）
二十四節気の1つ。太陽の黄経が15度の時で、万物がすがすがしく明るく美しいころ。
- 寒食節（ 中国・ 韓国 2010年・2011年・2013年）
清明の前日。この日は家で火を炊くことを忌み、冷たい物を食べる習慣があった。
- 地雷に関する啓発および地雷除去支援のための国際デー（ 世界）
国連が2006年に制定した国際デー。
- ピアノ調律の日（ 世界）
国際ピアノ製造技師調律師協会(IAPBT)が1993年に制定。4月の英語Aprilの頭文字が調律に使う音の名前Aと同じであり、その周波数が440Hzであることから[24]。
- 児童節（ 中華民国・ 香港）
中華民国が1931年に制定。また、香港でも1931年から中華民国にあわせて4月4日を児童節としている。
- 独立記念日（ セネガル）
1960年のこの日、セネガルがフランスから独立した。
- 沖縄県誕生の日（ 日本）
1879年のこの日、琉球藩を廃し沖縄県とすることが布告され、沖縄県が誕生した。
- 交通反戦デー（ 日本）
1989年のこの日に開かれた東京都の交通遺児を励ます会の「交通反戦大会」で制定。春休み期間中の覚えやすい日で、また「死(4)死(4)を返上」の語呂合せから。

- KOBE JAZZ DAY（ 日本）
1923年4月に日本で初めてプロバンドによるジャズ演奏が神戸で行われたと言われていることに由来

- あんパンの日（ 日本）
1875年4月4日、明治天皇が水戸邸の下屋敷を訪れる際に、木村屋のあんぱんが出されたことから。

- ヨーヨーの日（ 日本）
JYYA(日本ヨーヨー協会)が1998年に制定[25]。
- トランスジェンダーの日（ 日本）
1999年2月に性同一性障害者の団体「TSとTGを支える人々の会」が制定。女の子の日とされる3月3日の桃の節句と男の子の日とされる5月5日の端午の節句の中間日であることに由来する。性同一性障害やトランスセクシュアル、トランスジェンダーなど、性の多様性について理解を深めてほしいという願いが込められている[26]。
- ピンクデー（ 日本）
ピンク社長こと多田多延子氏が制定[27]。ピンク色の紙に手紙や絵を描いて送ったり、プレゼントを贈るなどして、しあわせを分かち合うのが目的。日付は、4と4を合わせて「し（4）合わせ」と読むことと、Present for youなどが「4 you」と聞こえること、四つ葉のクローバーのように4が幸運を意味する数字を連想させることから。
- 幸せの日（ 日本）
女の子の節句（ひなまつり）が3月3日、男の子の節句（こどもの日）が5月5日、その間の今日が4月4日が『4（し）と4（し）』の合わさる日として『幸せの日』と云われている。また、男子（だんし）と女子（じょし）が歩み寄った日とも云われ、『男子と女子の夫々の「子（し）」』が合わさる日『幸せの日』と云われる事もある。
- どらやきの日（ 日本）
おいしいどらやきを食べてみんなが幸せになりますようにとの願いから、2008年に丸京製菓が制定。3月3日は”桃の節句”、5月5日は”端午の節句”、２つの節句に包まれた4月4日は、「どら焼き」のカステラとカステラの間に包まれたあんこをイメージさせることから[28]。
- 養子の日（ 日本）
4と4でようしの日である事から。2014年、特別養子縁組の認知度が低いことを問題視した日本財団が制定。
- フォーの日（ 日本）
ベトナムの代表的な料理「フォー」を記念。フォーは米粉の麺に鶏肉のスープなどを使った料理で、フォーの即席麺を製造、販売するエースコックが、英語の「4（フォー）」が重なることから制定した[29]。
- 四輪駆動の日（ 日本）
四輪駆動は、4×4（フォーバイフォー）ともいうことから、メルセデスベンツ日本が4月4日を四輪駆動の日として申請し。2016年から制定された。
- 大瀬まつり（ 日本）
静岡県沼津市にある大瀬神社の例祭。長襦袢をまとい顔を白塗りにした青年達が乗った踊り船が大瀬神社へ参拝に出港し、女装した青年達がお囃子に合わせて賑やかに踊る。踊り船が岸壁に到着すると、船から海へ俵を投げ、それを泳いで拾った青年たちが、神社に大漁と航海の安全を祈願する[30]。
- 護王大祭（ 日本）
京都市上京区にある護王神社は、和気清麻呂とその姉和気広虫を祀る[31]。和気清麻呂は、延暦18年2月21日（799年4月4日）に亡くなっており、命日に大祭が営まれる。神護景雲3年（769年）「道鏡を皇位につければ、天下泰平となる」という宇佐八幡宮（現・大分県宇佐市）の神託があったと、うその神託をでっちあげた弓削道鏡に対し、和気清麻呂が勅使として宇佐八幡宮に赴き神託を受け、弓削道教の企みを退けた宇佐八幡宮神託事件に因む[32]。本殿前で祭典が行われた後、京都御所の建礼門前で「宇佐神託奏上ノ儀」が行われる[33]。